# Сер-Греям-Мур (острови, Західна Австралія)
13°52′54″ пд. ш. 126°36′11″ сх. д. / 13.88166667° пд. ш. 126.60305556° сх. д.
Острови Сер-Греям-Мур (англ. Sir Graham Moore Islands, 13°52′54″ пд. ш. 126°36′11″ сх. д. / 13.88167° пд. ш. 126.60306° сх. д.) — невеликий архіпелаг біля узбережжя Кімберлі Західної Австралії. 
Група островів була названа в 1819 році Філіпом Паркером Кінгом на честь сера Грема (Греяма) Мура (1764—1843), адмірала та радника Британського адміралтейства.
До групи входять: острів Сер-Греям-Мур, острів Скорпіон, острів Тротон.